# 水下滑翔機

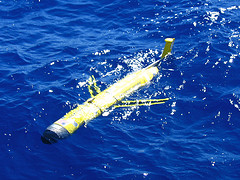
運作中的Rutgers Slocum RU02水下滑翔翼

水下滑翔機是一種採用可變浮力推進的自主水下載具 （英語：autonomous underwater vehicle，AUV)，而非使用傳統的螺旋槳或水下推進器。其可變浮力的作用類似剖面浮標, 但不像這種只會上下移動的浮標，水下滑翔機裝有水翼可以在水中向下俯衝的過程中用來向前滑翔，水下滑翔機下降到某一個深度時,會切換到正浮力用於向前及向上爬昇。然後不斷的重覆這種循環。
水下滑翔機的速度雖然不如傳統AUV快，但比傳統AUV具有更長的航程與續航力，可以將海洋採樣任務從數小時延長到數週或數個月以及數千公里的航程。 其典型的上下行進之鋸齒形輪廓的路徑可以提供較於具有動力的AUV在時間和空間規模上所無法獲得的數據，並且進行比使用傳統由船上從事的採樣技術更具價值的採樣。故有些國家的海軍與海洋研究組織正在使用各式各樣設計的水下滑翔機，而其成本通常在100,000 美元左右。